# Alessandro Nasini

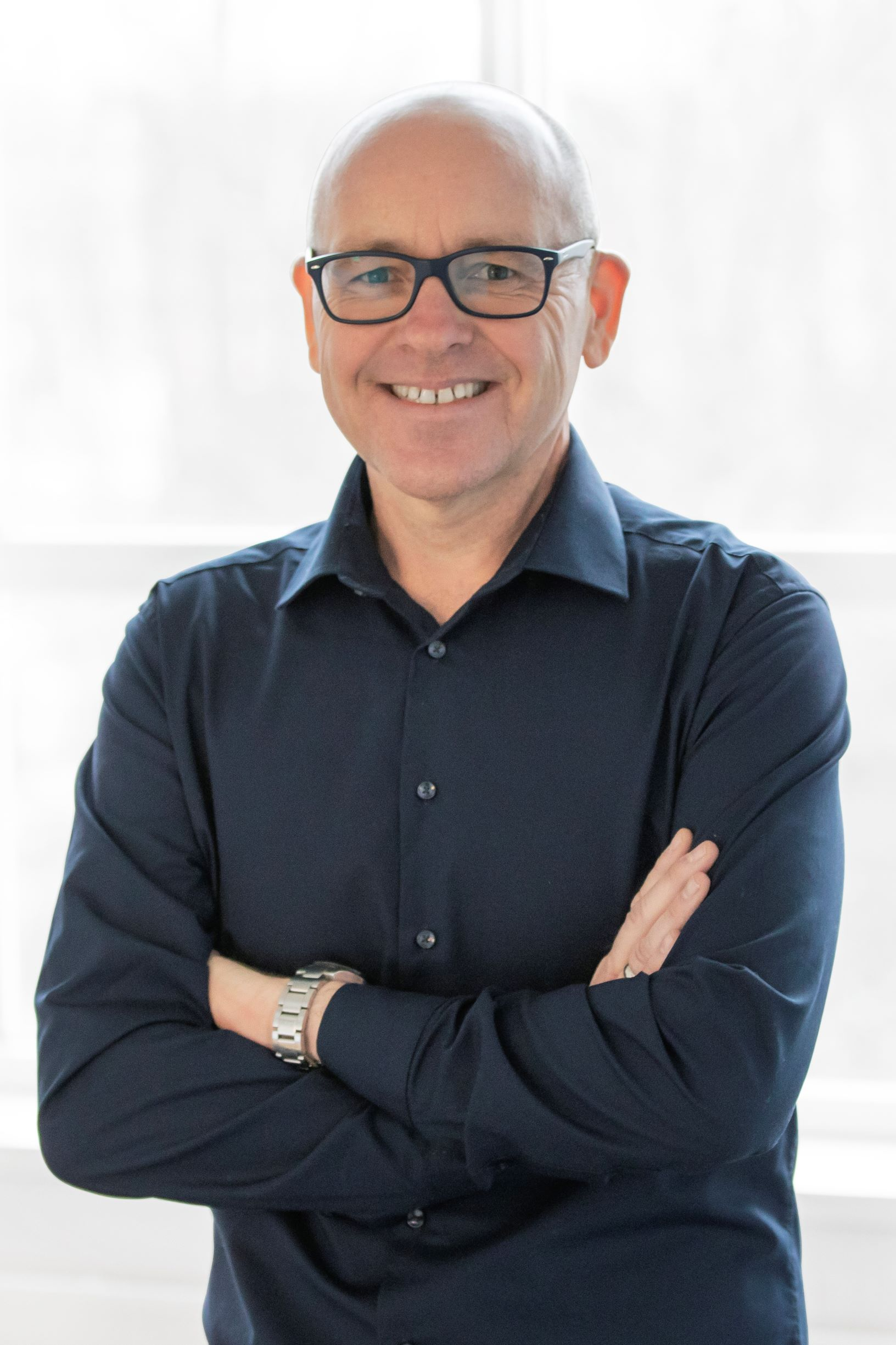
Alessandro Nasini (2021)

Alessandro Nasini (* 21. August 1971 in Hilden) ist ein deutscher Medienmanager und Fernsehproduzent. Er ist Geschäftsführer der Bavaria Entertainment und produziert Unterhaltungssendungen für deutschsprachige TV-Sender.

## Leben und Wirken
Alessandro Nasini wuchs in Solingen als zweites Kind von Nello Nasini und Ursel Nasini (geb. Kohl) auf. Sein Vater, ein italienischer Einwanderer aus der Toskana, ist pensionierter Bankkaufmann, seine Mutter Erzieherin. Alessandro Nasini besuchte zwischen 1982 und 1991 das Gymnasium Vogelsang in Solingen und machte nach dem Abitur seinen Zivildienst als Krankenpfleger. 1993 begann er an der Heinrich-Heine-Universität in Düsseldorf sein Studium der Neueren Geschichte, Osteuropäischen Geschichte und Politikwissenschaften. Während seines Studiums erhielt er ein Begabtenstipendium der Konrad-Adenauer-Stiftung und arbeitete als freier Reporter für die Westdeutsche Zeitung und den Westdeutschen Rundfunk.
1996 gründete er gemeinsam mit Arne Merten die Fernsehproduktionsfirma wellenreiter.tv in Köln. In den ersten Jahren realisierte er als Produzent, Autor und Regisseur zahlreiche Reportagen und Dokumentationen, später Serien und Reihen. Für eine Reportage über Altersarmut erhielt seine Produktionsfirma den AWO Journalistenpreis 2012. Nach der Verschmelzung von wellenreiter.tv und Bavaria Entertainment im Sommer 2017 übernahm Nasini gemeinschaftlich mit den Produzenten Oliver Fuchs und Arne Merten die Geschäftsführung der Bavaria Entertainment GmbH. Im Oktober 2018 trat Oliver Fuchs von seiner Position als Geschäftsführer zurück. Seitdem führen Alessandro Nasini und Arne Merten das Unternehmen.
2022 und 2023 wurde Nasini mit der Giovanni Zarrella Show für den Deutschen Fernsehpreis in der Kategorie „Beste Unterhaltung Show“ nominiert.
Alessandro Nasini ist verheiratet und hat zwei Kinder. Er lebt mit seiner Familie in Langenfeld.

## Filmografie (Auswahl)

### Fortlaufende Formate
- Die Giovanni Zarrella Show – Musikshow mit Giovanni Zarrella (ZDF, seit 2021)[6]
- Das große Deutschland-Quiz – Quiz-Rundreise mit Sabine Heinrich (ZDF, seit 2021)[7]
- Da kommst Du nie drauf! – Die große Show der schrägen Fragen mit Johannes B. Kerner (ZDF, seit 2017)
- KiKA Award (KiKA, 2020–2022)
- Die beste Klasse Deutschlands (Show | KiKa, seit 2018)
- Meister des Alltags (Show | SWR, seit 2018)
- Der beste Chor im Westen – Castingshow mit Marco Schreyl und Sabine Heinrich (WDR, 2017–2019)
- Ausgerechnet – mit Daniel Aßmann und Sven Kroll (Factual Entertainment | WDR, seit 2015)
- Was kostet: ...? mit Johannes Zenglein und Sven Kroll (Factual Entertainment | SWR & NDR 2020)

### Shows
- Hirschhausens Sprechstunde – Gesundheitssendung mit Eckart von Hirschhausen (WDR, 2020)
- 1Live Krone – Showproducing (WDR, 2019)
- Montagsmaler – Rateshow mit Guido Cantz (SWR, 2018)
- Checkpoint – Der große Digital-Battle (KiKa, 2018)
- New Pop Festival (SWR, 2018)
- Besser als die Quizlegenden (SRF, 2018)
- Die Quiz-Helden (SWR, 2017)
- Mich täuscht keiner! – Die Show der Sinne mit Dirk Steffens (ZDF, 2015–2017)[8]
- Das große Schlüpfen – Live Show mit Johannes B. Kerner (ZDF, 2015)[9]

### Unterhaltungssendungen
- Hauptsache Camping (SWR, 2021)
- Heimliche Helden – mit Giovanni Zarrella (ZDF, 2021)
- Was kostet die Schweiz (Factual Entertainment | SRF, 2020)
- rundum gesund – Gesundheitsmagazin mit Dennis Wilms und Jasmin Brandt (SWR, seit 2019)
- Mach was draus – Kreatives Upcycling mit Eva Brenner (Factual Entertainment | ZDF, seit 2019)
- Lafers Kochschule – Kochen mit Johann Lafer (ZDF, 2019)
- No more Boys and Girls – Sozialexperiment mit Collien Ulmen-Fernandes (ZDFneo, 2018)[10]
- Einsatz im Westen – die Autobahnpolizei (WDR, 2018)
- Jenke über Leben – mit Jenke von Wilmsdorff (RTL, 2018) Ausgezeichnet mit dem Deutschen Fernsehpreis 2019 in der Kategorie Infotainment
- Genial Regional – mit Christian Lohse (rbb, 2017)
- Stadt, Land, Lecker – Kochduell mit Johann Lafer, Nelson Müller und Alexander Herrmann (ZDF, seit 2016)[11]
- Schrott or Not – mit Laura Kampf und Johannes Büchs (KiKA, seit 2016)
- Grün und schön – mit Andrea Ballschuh (ZDFinfo 2016)
- Achtung Camper (ZDFinfo 2016)
- Frau Heinrich kommt – Roadshow mit Sabine Heinrich (WDR, 2013–2015)[12]
- Mit Bock durchs Land, (WDR, 2015–2016)[13]
- Mission Mittendrin (EinsPlus, 2012–2013)[12]

### Reportagen und Dokumentationen
- Thomas Anders – ewig anders (MDR, 2018)
- Wie gut sind unsere Ärzte? (ZDF, 2017)
- Deutschland mobil (ZDFinfo, 2017)
- Achtung, Camper (ZDFinfo, 2017)
- 37° Wenn die Liebe ertrinkt – Mein Mann, der Alkohol und ich (ZDF, 2016)[14]
- 37° Ohne Geld kleine Welt – Kinder im sozialen Abseits (ZDF, 2013)
- Sowas wie Glück – Eine Reise mit Anke Engelke (ARD, 2013)
- Ausgeliebt – Schluss nach 43 Jahren (ARD, 2012)
- Verschuldete Eltern – Wenn Geldnot die Familie bedroht (ARD, 2012)
- 37° Zum Leben zu wenig – wenn die Rente nicht mehr reicht (ZDF, 2012)
- Job im Gepäck – Arbeiten im Ausland (WDR und ARD, 2012)
- Arm und abgeschrieben (ARD 2012)
- 37° Papa sitzt – Wenn Eltern ins Gefängnis kommen (ZDF, 2011)
- Arm und abgeschrieben – Wer hilft aus der Krise? (ARD, 2009)
- 37° Mama ist anders – Mütter mit geistiger Behinderung (ZDF, 2009)
- Für Allah und Vaterland – Neue Moscheen in Deutschland (ARD, 2009)

### Dokureihen
- Deutschland, Deine Marken – History Reihe (ZDFinfo, 2017)
- Auf der Suche – Trilogie (WDR, 2013)[15][16][17]
- Fürstliches NRW (History Reihe WDR, 2012)
- Familienerbe NRW – Seit Generationen im Geschäft (History Reihe WDR, 2011–2014)
- Wie der Krieg ins Rheinland kam – History Reihe (WDR, 2009)

## Belege
1. ↑  Alessandro Nasini kressköpfe. kress.de, abgerufen am 21. Januar 2016.
2. ↑  Alexander Krei: Produktionsfirma wellenreiter.tv spendet Preisgeld. In: DWDL.de. Abgerufen am 22. Januar 2016.
3. ↑  DWDL de GmbH: Bavaria Entertainment übernimmt wellenreiter.tv. Abgerufen am 27. Dezember 2021 (englisch).
4. ↑  DWDL de GmbH: Bavaria Entertainment: Geschäftsführer Oliver Fuchs geht. Abgerufen am 27. Dezember 2021 (englisch).
5. ↑  Der Deutsche Fernsehpreis: Preisträger:innen. In: Deutscher Fernsehpreis 2024. Abgerufen am 20. Februar 2024 (deutsch).
6. ↑  DWDL de GmbH: Zarrellas Samstagabendshow im ZDF kommt von Bavaria. Abgerufen am 27. September 2021 (englisch).
7. ↑  DWDL de GmbH: Sabine Heinrich: "Ich will eine Show moderieren und keine Politik betreiben". Abgerufen am 8. April 2022 (englisch).
8. ↑  Manuel Weis: Ein vorangegangener internationaler Erfolg wirkt wie eine Beruhigungstablette. Quotenmeter, abgerufen am 22. Januar 2016.
9. ↑  Thomas Lückerath: Ooooooooh, ist das süß: „Das große Schlüpfen“. In: DWDL.de. Abgerufen am 1. Februar 2016.
10. ↑  Anja Rützel: Kinder und Gender-Klischees: Die rosa-hellblaue Hirnkrake. In: Spiegel Online. 22. November 2018 (spiegel.de [abgerufen am 13. Februar 2019]).
11. ↑  Stadt, Land, Lecker. Archiviert vom Original (nicht mehr online verfügbar) am 22. Juni 2016; abgerufen am 22. Juni 2016.
12. 1 2  Thomas Lückerath: „Wir ironisieren ein wenig das Konzept Talkshow“. In: DWDL.de. Abgerufen am 22. Januar 2016.
13. ↑  Mit Bock durchs Land - Unterhaltung - WDR Fernsehen. In: www1.wdr.de. Archiviert vom Original (nicht mehr online verfügbar) am 8. Juli 2015; abgerufen am 1. Februar 2016.
14. ↑  37° Wenn die Liebe ertrinkt – Mein Mann, der Alkohol und ich. In: ZDF. Archiviert vom Original am 24. November 2020.
15. ↑  Auf der Suche… Christine Westermann – „Wo will ich noch hin mit meinem Leben?“ – WDR Fernsehen. In: wdr.de. Archiviert vom Original (nicht mehr online verfügbar) am 1. Februar 2016; abgerufen am 1. Februar 2016.
16. ↑  Auf der Suche… Katty Salié – Wo bitte geht's zum Himmel? – WDR Fernsehen. In: wdr.de. Archiviert vom Original (nicht mehr online verfügbar) am 1. Februar 2016; abgerufen am 1. Februar 2016.
17. ↑  Auf der Suche… Sabine Heinrich–- „Wo geht die Reise hin?“ – WDR Fernsehen. In: wdr.de. Abgerufen am 1. Februar 2016.

| Personendaten    | Personendaten              |
| ---------------- | -------------------------- |
| NAME             | Nasini, Alessandro         |
| KURZBESCHREIBUNG | deutscher Fernsehproduzent |
| GEBURTSDATUM     | 21. August 1971            |
| GEBURTSORT       | Hilden                     |